# Lispocephala pilimutinus
Lispocephala pilimutinus este o specie de muște din genul Lispocephala, familia Muscidae, descrisă de Xue și Zhang în anul 2006. Conform Catalogue of Life specia Lispocephala pilimutinus nu are subspecii cunoscute.